# Hydrophorus alpinus
Hydrophorus alpinus is een vliegensoort uit de familie van de slankpootvliegen (Dolichopodidae). De wetenschappelijke naam van de soort is voor het eerst geldig gepubliceerd in 1844 door Wahlberg.